# Suzanne Kaaren
Suzanne Kaaren (21 de marzo de 1912 – 27 de agosto de 2004) fue una actriz y bailarina estadounidense de películas de serie B que protagonizó varios géneros cinematográficos en los años treinta y cuarenta: películas de terror, wésterns, comedias y romances.

## Primeros años
Nativa de la ciudad de Nueva York, nació como Sophie Kischnerman el 21 de marzo de 1912 en Brooklyn, Nueva York. Kaaren asistió a la Escuela Secundaria Erasmus Hall y al Hunter College antes de ser fichada por la 20th Century Fox en septiembre de 1933. En 1931, ganó un concurso de salto de altura en un concurso escolar de Nueva York. Sus padres se negaron a que compitiera en los Juegos Olímpicos. Coleccionaba mariposas como afición y tenía varios libros con estos insectos.[cita requerida]

## Carrera

### Inicios actorales
Actuó en compañías de teatro y posó como modelo para pintores comerciales y publicidad de cigarrillos. Kaaren interpretó papeles dramáticos en teatros de Nueva York y se formó en el Hedgerow Theatre de Filadelfia, Pensilvania.
Al principio, Kaaren fue una Ziegfeld Girl y más tarde fue una de las Rockettes originales. Actuó en el escenario el 27 de diciembre de 1932, la noche en que se inauguró el Radio City Music Hall.

### Actriz de cine

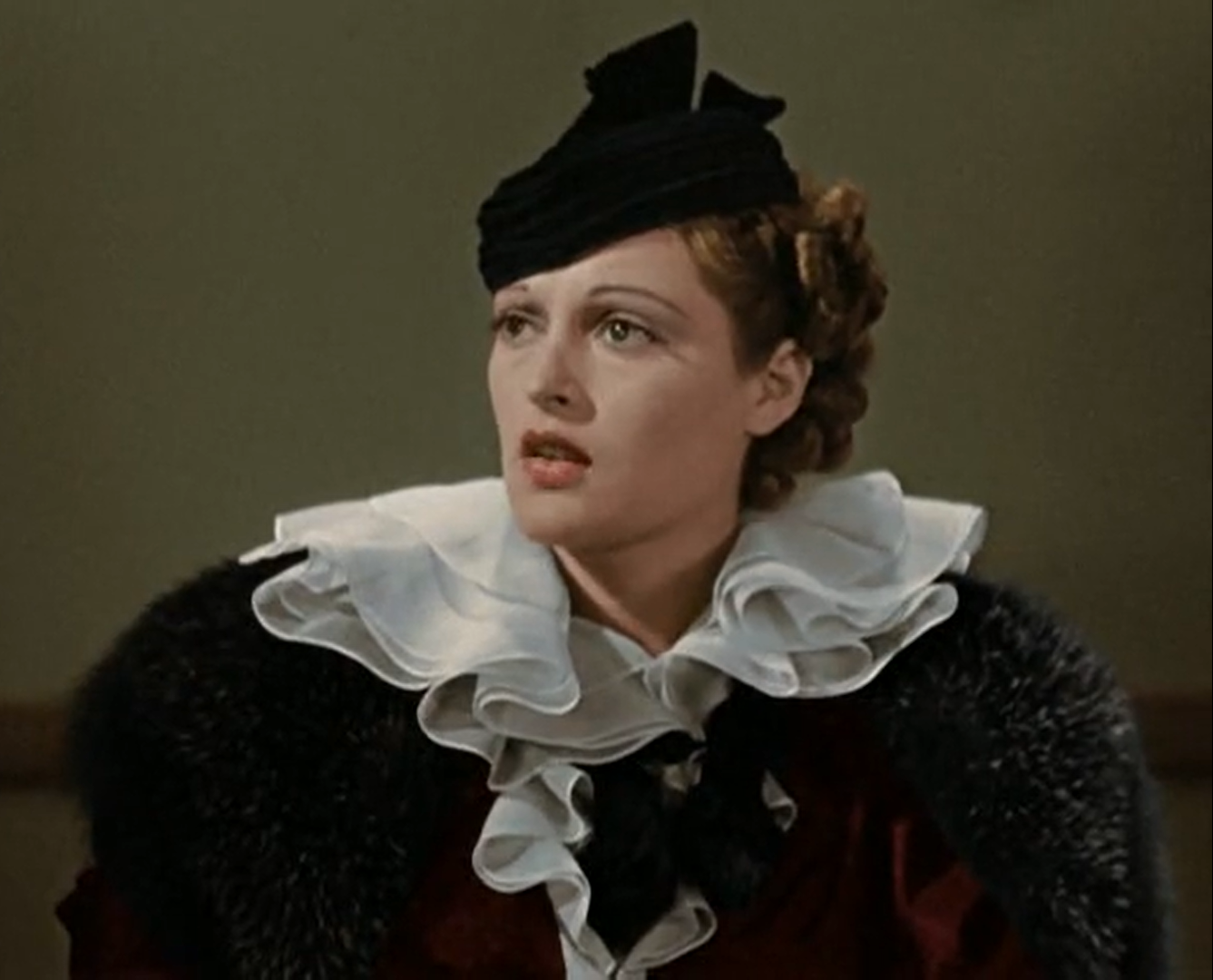
Kaaren en el cortometraje de los Tres Chiflados Disorder in the Court, 1936

Kaaren se fue a Hollywood en octubre de 1933. Su salario inicial en Fox Films era de 150 dólares a la semana. Finalmente, fue contratada junto a Tim McCoy en Ridin' Gents, una producción de Monogram Pictures. Luego fue contratada por Republic Pictures para interpretar a un personaje en From Rags to Riches. Ridin' Gents se rodó sin McCoy ni Kaaren.
Se unió a un troupe formado por el productor Walter Wanger, que también incluía a Gloria Youngblood. La compañía teatral se llamaba Trade Winds. La comedia When's Your Birthday? (1937) presentó al alocado Joe E. Brown, con Kaaren entre los actores secundarios de una película de RKO Radio Pictures sobre un astrólogo.

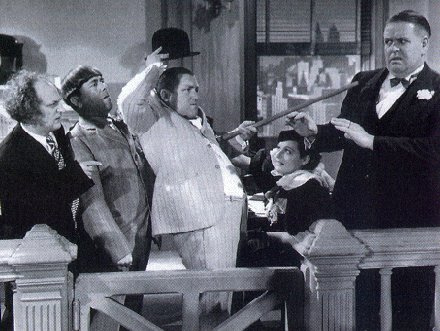
Kaaren (sentada con sombrero) observa cómo Bud Jamison (derecha) soporta el comportamiento poco ortodoxo de Los Tres Chiflados en la sala del tribunal en Disorder in the Court.

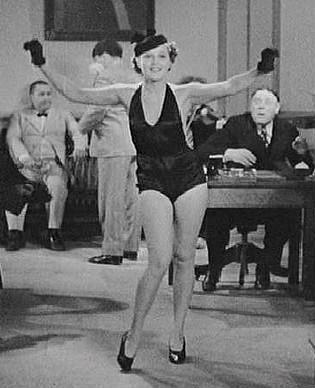
Kaaren bailando en un tribunal en Disorder in the Court, 1936

Kaaren ocupó un lugar destacado en varios cortometrajes cómicos de los Tres Chiflados. Se trata de Disorder in the Court, Yes, We Have No Bonanza, y What's the Matador?.
Miracles for Sale (1939) se basó en la novela Death From A Tophat, de Clayton Rawson. Kaaren interpreta a una mujer que es separada en mitades y luego unida de nuevo con suspense. El misterio del asesinato cuenta con Robert Young y Florence Rice en papeles destacados.
Actuó junto a Béla Lugosi en The Devil Bat. Esta película de culto del género del cine de terror es una producción de Poverty Row lanzada por Producers Releasing Corporation. En la película, Lugosi cría murciélagos gigantes para que ataquen a la gente.
Su última aparición en el cine fue un papel no acreditado como la duquesa de Park Avenue (Manhattan) en The Cotton Club (1984).

### Teatro
Kaaren se metió en el personaje interpretado habitualmente por Ann Thomas en una presentación en Broadway de Chicken Every Sunday. Representada en septiembre de 1944, Thomas abandonó la producción para irse a Hollywood. En julio de 1946, el hijo mayor de Kaaren, Brewster, participó con ella en la obra cuando tenía ocho meses. También la acompañó su esposo, Sidney Blackmer, en el escenario del Bucks County Playhouse de New Hope, Pensilvania. En abril de 1953, los Blackmer protagonizaron Glad Tidings en Atlantic City, Nueva Jersey. Un mes después, el espectáculo se trasladó al Quarterback Theatre, también en Atlantic City.[cita requerida]
En 1959, Kaaren actuó en The Royal Family en el Hinsdale Summer Theater de Chicago, Illinois. Linda Darnell era la protagonista; Karyn Kupcinet y Stuart Brent también formaban parte del reparto. El tema era una famosa familia de la escena estadounidense.[cita requerida]

## Vida personal
Kaaren se casó con el actor Sidney Blackmer el 13 de junio de 1943 en una ceremonia civil en Santa Ana, California. Raquel Torres fue testigo de la boda. Blackmer había estado casado anteriormente con Lenore Ulric.[cita requerida]
Para entonces, Kaaren estaba contratada por la Metro-Goldwyn-Mayer. El matrimonio fue turbulento desde el principio. La pareja se separó en septiembre de 1943 y Blackmer encargó a su abogado que solicitara el divorcio en octubre, pero siguieron juntos hasta la muerte de Blackmer en octubre de 1973. El matrimonio tuvo dos hijos, Brewster y Jonathen.
Los Blackmer habían vivido en la casa familiar de él en Salisbury, Carolina del Norte, hasta que resultó dañada por un incendio en 1984. Después, residió en un apartamento de alquiler controlado en Manhattan, en el número 100 de Central Park South. Según su obituario, el promotor inmobiliario (y más tarde 45º presidente de Estados Unidos) Donald Trump compró el edificio y amenazó con desalojar a todos los inquilinos y derribarlo para construir algo más lucrativo. El apartamento de Kaaren fue tasado en 750.000 dólares, pero ella se negó a ceder y, en 1998, un tribunal dictaminó que Trump podía convertir los apartamentos en condominios, pero tenía que permitir que permanecieran los inquilinos de alquiler controlado. Por ello, se le concedió una indemnización de 750.000 dólares.

## Muerte
El 27 de agosto de 2004, Kaaren murió de neumonía en el Lillian Booth Actors Home en Englewood, Nueva Jersey, a los 92 años.

## Lectura adicional
- Bismarck Tribune, "New Browning Mystery Stars Suzanne Kaaren", 9 de septiembre de 1939, página 8.
- Fitchburg Sentinel, "News and Comment Of Stage and Screen", 2 de octubre de 1937, página 5.
- Long Beach Independent, "Sidney Blackmer To Sue For Divorce", 26 de octubre de 1943, página 2.
- New York Times, "Screen Notes", 27 de septiembre de 1933, página 24.
- New York Times, "Girl Athlete Gets Movie Job", 11 de noviembre de 1933, página 11.
- New York Times, "News Of The Screen", 22 de marzo de 1938, página 18.
- New York Times, "Screen News Here And In Hollywood", 29 de agosto de 1938, página 10.
- New York Times, "Screen News Here And In Hollywood", 26 de junio de 1941, página 27.
- New York Times, "Screen News Here And In Hollywood", 24 de octubre de 1941, página 27.
- New York Times, "Sidney Blackmer Marries", 9 de agosto de 1943, página 10.
- New York Times, "Three Plays Delay Broadway Debuts", 15 de septiembre de 1944, página 17.
- New York Times, "Vera Allen Named By Theatre Wing", 4 de julio de 1946, página 23.
- New York Times, "Atlantic City Bills Listed", 17 de abril de 1953, página 30.
- New York Times, "Early-Season Attractions In Jersey", 3 de mayo de 1953, página X17.
- Ogden Standard-Examiner, "Photo Collector", 4 de febrero de 1934, página 11.
- Olean Times-Evening Herald, "All Ready? Then Get Your Eyes Ready For A New Screen Beauty!", 11 de noviembre de 1933, página 3.
- Suburbanite Economist, "Linda Darnell Plays Hinsdale", 5 de agosto de 1959, página 16.
- Syracuse Herald Journal. "In Step With:The Rockettes", 27 de diciembre de 1992, página 182.
- Washington Post, "Astrology, Boxing Bouts Mix In Latest Joe E. Brown Picture", 4 de marzo de 1937, página 12.
- Washington Post, "Sidney Blackmer, Noted Actor, Dies", 7 de octubre de 1973, página B6.